# Alexandra Maria Lara
Pour les articles homonymes, voir Plătăreanu et Lara.
Alexandra Maria Lara, née Alexandra Plătăreanu le 12 novembre 1978 à Bucarest en Roumanie, est une actrice germano-roumaine.

## Biographie
Née à Bucarest, Alexandra Maria Lara est la fille unique de l'acteur Valentin Plătăreanu (en) et de Doïna.
En 1983, sa famille décide de partir en Allemagne de l'Ouest pour échapper à la dictature de Nicolae Ceaușescu. Bien qu'ayant initialement prévu d'émigrer vers le Canada, ils s'installent à Fribourg-en-Brisgau, dans le Bade-Wurtemberg.

### Carrière
Dès l'âge de 1 an et demi, elle joue dans des téléfilms. Son plus fameux rôle à ce jour est celui de Traudl Junge, la secrétaire d'Adolf Hitler, dans La Chute.
Grâce à sa performance convaincante dans ce film, Francis Ford Coppola lui a écrit une lettre pour lui proposer un rôle important dans L'Homme sans âge (2007).
En 2007, elle joue dans La Poussière du temps de Theo Angelopoulos, aux côtés de Harvey Keitel et Bruno Ganz et elle interprète Annik Honoré, la maîtresse de Ian Curtis, dans le film Control.
Lors du Festival de Cannes 2008 elle fait partie du jury présidé par Sean Penn.
On notera également ses apparitions dans plusieurs productions françaises, comme dans Napoléon en 2002, une mini-série dans laquelle elle interprète Marie Walewska, la maîtresse de Napoléon (Christian Clavier). En 2013, elle tient le rôle de Marlène Lauda dans Rush, film de Ron Howard.
Alexandra Maria Lara parle couramment le roumain, l'allemand, le français et l'anglais.

### Vie privée
Elle vit à Berlin avec son mari l'acteur britannique Sam Riley, qui est aussi son partenaire dans les films Control et Suite française. En 2014 elle donne naissance à un garçon, Ben Riley.

## Filmographie

### Cinéma

#### Longs métrages
- 1995 : Ich begehre dich de Peter Weck : Mädchen am Bahnhof
- 1999 : Südsee, eigene Insel de Thomas Bahmann : Sandra
- 2000 : Crazy d'Hans-Christian Schmid : Melanie
- 2000 : Fisimatenten de Jochen Kuhn : Hanna
- 2001 : Le Tunnel (Der Tunnel) de Roland Suso Richter : Charlotte « Lotte » Lohmann
- 2001 : Leo und Claire de Joseph Vilsmaier : Käthe Katzenberger
- 2001 : Honolulu de Florian Gallenberger, Uschi Ferstl, Saskia Jell, Vanessa Jopp, Matthias Lehmann, Beryl Schennen et Sandra Schmidt : Cleonise
- 2002 : Le Défi (Nackt) de Doris Dörrie : Annette
- 2002 : Was nicht passt, wird passend gemacht de Peter Thorwarth : Astrid
- 2004 : La Chute (Der Untergang) d'Oliver Hirschbiegel : Traudl Junge
- 2004 : Cowgirl de Mark Schlichter : Johanna « Paula » Jakobi
- 2005 : Vom Suchen und Finden der Liebe d'Helmut Dietl : Venus Morgenstern
- 2005 : Der Fischer und seine Frau de Doris Dörrie : Ida Popescu
- 2005 : Offset de Didi Danquart : Brindusa Herghelegiu
- 2006 : Wo ist Fred? d'Anno Saul : Denise Poppnick
- 2007 : Control d'Anton Corbijn : Annik Honoré
- 2007 : I Really Hate My Job d'Oliver Parker : Suzie
- 2007 : L'Homme sans âge (Youth Without Youth) de Francis Ford Coppola : Veronica / Laura / Rupini
- 2008 : La Bande à Baader (Baader Meinhof Komplex) d'Uli Edel : Petra Schelm
- 2008 : Miracle à Santa Anna (Miracle at St. Anna) de Spike Lee : Axis Sally
- 2009 : The Reader de Stephen Daldry : Ilana Mather jeune
- 2009 : L'Affaire Farewell de Christian Carion : Jessica Froment
- 2009 : The City of Your Final Destination de James Ivory : Deirdre Rothemund
- 2009 : Horreur à Kaifeck d'Esther Gronenborn : Juliana Lukas
- 2009 : City of Life d'Ali F. Mostafa : Natalia Moldovan
- 2010 : Quartier lointain de Sam Garbarski : Anna Verniaz
- 2011 : Je n'ai rien oublié de Bruno Chiche : Simone
- 2011 : Jeux de rôles de Detlev Buck : Sarah Voss
- 2012 : Tapage nocturne (Nachtlärm) de Christoph Schaub : Livia
- 2012 : Imagine d'Andrzej Jakimowski : Eva
- 2012 : Move On d'Asger Leth : Szefowa Lena
- 2013 : Rush de Ron Howard : Marlene Lauda
- 2014 : Suite française de Saul Dibb : Leah
- 2016 : Braquage à l'allemande (Vier gegen die Bank) de Wolfgang Petersen : Freddie
- 2016 : Der geilste Tag de Florian David Fitz : Mona
- 2016 : Le voyage fantastique de Tommy et Robby (Robbi, Tobbi und das Fliewatüüt) de Wolfgang Groos : Sharon Schalldämpfer
- 2017 : Geostorm de Dean Devlin : Ute Fassbinder
- 2017 : Only God can judge me (Nur Gott kann mich richten) d'Özgür Yildirim : Valerie
- 2018 : Happy New Year, Colin Burstead de Ben Wheatley : Hannah
- 2018 : 25 km/h de Markus Goller : Ingrid
- 2018 : Und der Zukunft zugewandt de Bernd Böhlich : Antonia Berger
- 2019 : L'Affaire Collini (Der Fall Collini) de Marco Kreuzpaintner : Johanna Meyer
- 2019 : Das perfekte Geheimnis de Bora Dagtekin : Maus (voix)
- 2020 : Asphalt Burning (Børning 3) d'Hallvard Bræin : Robin
- 2019 : Alphonse Frissonard (Alfons Zitterbacke : Das Chaos ist zurück) de Mark Schlichter : Louise Zitterbacke
- 2021 : The King's Man : Première mission (The King's Man) de Matthew Vaughn : Emily d'Oxford
- 2022 : Liebesdings d'Anika Decker : Bettina Bamberger
- 2022 : Alfons Zitterbacke - Endlich Klassenfahrt ! de Mark Schlichter : Alfons Mutter
- 2023 : La Syndicaliste de Jean-Paul Salomé : Julie Depret

#### Courts métrages
- 1997 : Das Vorsprechen de Karsten Weißenfels : Junge Schauspielerin
- 2004 : Leise Krieger d'Alexander Dierbach : Nora

### Télévision

#### Séries télévisées
- 1996 : Mensch, Pia ! : Pia Mangold
- 1997 : Faust : Laura Niemeyer
- 1998 : Tatort : Kerstin
- 1999 : Polizieruf 110 : Meike
- 2000 : Commissaire Léa Sommer (Die Kommissarin) : Sabine Sasse
- 2002 : Napoléon : Comtesse Marie Walewska
- 2002 : Docteur Jivago (Doctor Zhivago) : Tonya Gromyko Zhivago
- 2004 : Der Wunschbaum : Camilla Senger
- 2007 : The Company : Lili
- 2017 - 2018 : You Are Wanted : Hanna Franke
- 2021 : 8 Zeugen : Dr Jasmin Braun
- 2022 : Toutes ces choses qu'on ne s'est pas dites : Julia Saurel

#### Téléfilms
- 1998 : Die Mädchenfalle - Der Tod kommt online de Peter Ily Huemer : Silke Hartmann
- 1998 : Die Bubi Scholz Story de Roland Suso Richter : Renate jeune
- 2000 : C'est quoi ce mensonge ? (Vertrauen ist alles) de Berno Kürten : Jennifer Blankenburg
- 2002 : Double imposture (Liebe und Verrat) de Mark Schlichter : Marie Irimia
- 2002 : Le Prix du rêve (Schleudertrauma) de Johannes Fabrick : Doreen
- 2003 : Trenck l'insoumis (Trenck - Zwei Herzen gegen die Krone) de Gernot Roll : La princesse Amélie